# Копайгородська селищна рада
Копайгородська се́лищна ра́да — адміністративно-територіальна одиниця та орган місцевого самоврядування у Барському районі Вінницької області. Адміністративний центр — смт Копайгород.

## Загальні відомості
- Територія ради: 7,651 км²
- Населення ради: 3 505 осіб (станом на 2001 рік)
- Територією ради протікає річка Немия.

## Населені пункти
Селищній раді підпорядковані населені пункти:
- смт Копайгород
- с-ще Копай
- с. Переліски
- с. Українське
- с. Шевченкове
- с. Шипинки

## Склад ради
Рада складається з 20 депутатів та голови.
- Голова ради: Палазенюк Анатолій Володимирович
- Секретар ради: Костюк Катерина Іванівна

## Керівний склад попередніх скликань

### Керівний склад попередніх скликань
| Прізвище, ім'я, по батькові      | Основні відомості                                                                      | Дата обрання | Дата звільнення |
| -------------------------------- | -------------------------------------------------------------------------------------- | ------------ | --------------- |
| Лисак Василь Васильович          | Селищний голова, 1952 року народження, позапартійна                                    | 26.03.2006   | 31.10.2010      |
| Палазенюк Анатолій Володимирович | Селищний голова, 1968 року народження, освіта середня спеціальна, член Партії регіонів | 31.10.2010   |                 |

Примітка: таблиця складена за даними сайту Верховної Ради України

### Депутати
За результатами місцевих виборів 2010 року депутатами ради стали:

#### За суб'єктами висування
| Суб'єкт висування                                       | Кількість обраних депутатів | %    |
| ------------------------------------------------------- | --------------------------- | ---- |
| Партія регіонів                                         | 8                           | 30,8 |
| Самовисування                                           | 6                           | 23,1 |
| Політична партія Всеукраїнське об'єднання «Батьківщина» | 4                           | 15,4 |
| Українська республіканська партія «Собор»               | 4                           | 15,4 |
| Комуністична партія України                             | 3                           | 11,5 |
| Політична партія Народний Рух України                   | 1                           | 3,8  |

#### За округами
| № округу                                                | Прізвище, ім'я, по батькові          | Дата визнання обраним | Освіта             | Партійна приналежність                           | Відомості про обраного депутата                                       |
| ------------------------------------------------------- | ------------------------------------ | --------------------- | ------------------ | ------------------------------------------------ | --------------------------------------------------------------------- |
| Комуністична партія України                             |                                      |                       |                    |                                                  |                                                                       |
| 4                                                       | Мурга Ольга Іванівна                 | 01.11.2010            | середня спеціальна | позапартійна                                     | Копайгородський дошкільний навчальний заклад, вихователь              |
| 7                                                       | Русіна Поліна Анатоліївна            | 01.11.2010            | середня спеціальна | позапартійна                                     | Копайгородський дошкільний навчальний заклад, вихователь              |
| 8                                                       | Гнатишин Олександр Михайлович        | 01.11.2010            | середня спеціальна | член Комуністичної партії України                | Барська ЦРЛ № 1, кочегар                                              |
| Партія регіонів                                         |                                      |                       |                    |                                                  |                                                                       |
| 2                                                       | Науменко Володимир Віталійович       | 01.11.2010            | вища               | позапартійний                                    | Копайгородська загальноосвітня школа I-III ст., директор школи        |
| 3                                                       | Ласкава Алла Миколаївна              | 01.11.2010            | вища               | позапартійна                                     | Копайгородська загальноосвітня школа I-III ст., педагог — організатор |
| 11                                                      | Кицишина Надія Павлівна              | 01.11.2010            | середня спеціальна | позапартійна                                     | Барська ЦРЛ № 1, технічка                                             |
| 14                                                      | Задорожний Микола Васильович         | 01.11.2010            | середня спеціальна | позапартійний                                    | тимчасово не працює                                                   |
| 15                                                      | Козловський В'ячеслав Григорійович   | 01.11.2010            | середня спеціальна | позапартійний                                    | СВАТ «Вінниччина», бригадир садової бригади                           |
| 16                                                      | Кочмарук Лідія Володимирівна         | 01.11.2010            | середня спеціальна | член Партії регіонів                             | пенсіонер                                                             |
| 17                                                      | Попівський Олександр Святославович   | 01.11.2010            | середня спеціальна | позапартійний                                    | тимчасово не працює                                                   |
| 24                                                      | Щур Віктор Миколайович               | 01.11.2010            | середня спеціальна | позапартійний                                    | Барська ЦРЛ № 1, завгосп                                              |
| Політична партія Всеукраїнське об'єднання «Батьківщина» |                                      |                       |                    |                                                  |                                                                       |
| 21                                                      | Скринник Любов Костянтинівна         | 01.11.2010            | вища               | позапартійна                                     | Копайгородський комунгосп, начальник                                  |
| 22                                                      | Шевцов Іван Олександрович            | 01.11.2010            | середня спеціальна | член Всеукраїнського об'єднання «Батьківщина»    | Копайгородський дошкільний навчальний заклад, робітник по обслузі     |
| 25                                                      | Гринь Микола Феодосійович            | 01.11.2010            | вища               | позапартійний                                    | Копайгородська селищна рада, землевпорядник                           |
| 26                                                      | Верста Сергій Миколайович            | 01.11.2010            | середня спеціальна | позапартійний                                    | Барський райагроліс, майстер                                          |
| Політична партія Народний Рух України                   |                                      |                       |                    |                                                  |                                                                       |
| 23                                                      | Павлюк Микола Іванович               | 01.11.2010            | вища               | позапартійний                                    | Копайгородська загальноосвітня школа I-III ст., вчитель               |
| Українська республіканська партія «Собор»               |                                      |                       |                    |                                                  |                                                                       |
| 6                                                       | Юрков Володимир Миколайович          | 01.11.2010            | середня спеціальна | позапартійний                                    | «Укртелеком», електромонтер                                           |
| 10                                                      | Мазур Володимир Герасимович          | 01.11.2010            | вища               | член Української республіканської партії «Собор» | Барська ЦРЛ № 1, лікар-гінеколог                                      |
| 12                                                      | Кутняк Генадій Олексійович           | 01.11.2010            | вища               | позапартійний                                    | ветлікарня, дільничний ветеринарний лікар                             |
| 19                                                      | Хмельовський Вільгельм Вільгельмович | 01.11.2010            | середня спеціальна | позапартійний                                    | Вінницька агропромислова група «Колос», бригадир                      |
| Самовисування                                           |                                      |                       |                    |                                                  |                                                                       |
| 1                                                       | Падалка Віктор Іванович              | 01.11.2010            | вища               | позапартійний                                    | ВМУВГ, інженер                                                        |
| 5                                                       | Шлапак Олександр Якимович            | 01.11.2010            | вища               | позапартійний                                    | Полівський гранітний кар'єр, директор                                 |
| 9                                                       | Лавіцький Василь Йосипович           | 01.11.2010            | середня спеціальна | позапартійний                                    | тимчасово не працює                                                   |
| 13                                                      | Бабій Надія Іванівна                 | 01.11.2010            | середня спеціальна | позапартійна                                     | Шипинецька дошкільний навчальний заклад, завідувачка                  |
| 18                                                      | Римарчук Зінаїда Дмитрівна           | 01.11.2010            | середня спеціальна | позапартійна                                     | Копайгородська селищна рада, головний бухгалтер                       |
| 20                                                      | Костюк Катерина Іванівна             | 01.11.2010            | вища               | позапартійна                                     | Колайгородська селищна рада, секретар                                 |